# Косарев, Иван Петрович
Иван Петрович Косарев (7 октября 1929 года — 23 марта 2001 года) — бурильщик-слесарь управления буровых работ производственного объединения «Оренбургбургаз» Министерства газовой промышленности СССР, Оренбургская область. Полный кавалер ордена Трудовой Славы.

## Биография
Родился 7 октября 1929 года в селе Соколка Бугульминского района Татарской АССР в крестьянской семье.
В годы Великой Отечественной войны работал пастухом свиней в колхозе и был награждён медалью «За доблестный труд в Великой Отечественной войне 1941—1945 гг.». В 1945 году окончил курсы трактористов. С 1949 по 1952 год служил в Советской армии. После возвращения из армии начал работать дизелистом на буровых в Татарской АССР.
В 1971 году одним из первых приехал на Оренбургский газовый комплекс и начал работать в управление буровых работ производственного объединения «Оренбургбургаз» бурильщиком-слесарем. Иван с высоким качеством проводил ремонтно-наладочные работы бурового оборудования, что позволило обеспечить бесперебойную проходку скважин. 11 декабря 1974 года указом Президиума Верховного Совета СССР Иван Петрович Косарев был награждён орденом Трудовой Славы 3-й степени, а 6 марта 1978 года орденом Трудовой Славы 2-й степени.
28 июня 1983 года указом Президиума Верховного Совета СССР за успехи, достигнутые в выполнении заданий по развитию газовой отрасли, Иван Петрович Косарев награждён орденом Трудовой Славы 1-й степени, став полным кавалером ордена. Он в течение трёх лет был в командировке в Афганистане, помогая налаживать добычу природных ресурсов в стране.
После выхода на пенсию жил в Оренбурге. 23 марта 2001 года скончался и похоронен в Оренбурге на кладбище «Степное-1».

## Награды
- Орден Трудовой Славы I степени № 41, 28 июня 1983 года
- Орден Трудовой Славы II степени № 3122, 6 марта 1978 года
- Орден Трудовой Славы III степени № 426, 11 декабря 1974 года
- Медаль «За доблестный труд в Великой Отечественной войне 1941—1945 гг.»

## Примечание
1. ↑  Administrator. Косарев Иван Петрович (1929) - Краевед Оренбуржья. orenkraeved.ru. Дата обращения: 22 февраля 2020. Архивировано 20 февраля 2020 года.
2. ↑  Косарев Иван Петрович. www.warheroes.ru. Дата обращения: 22 февраля 2020. Архивировано 30 декабря 2019 года.
3. ↑  В.П. Россовский. «Герои труда». — Калуга: Золотая аллея, 1999. — С. 224. — 256 с.
4. ↑  Герои Отечества. Дата обращения: 14 февраля 2021. Архивировано 13 марта 2017 года.